# Knaresborough Castle

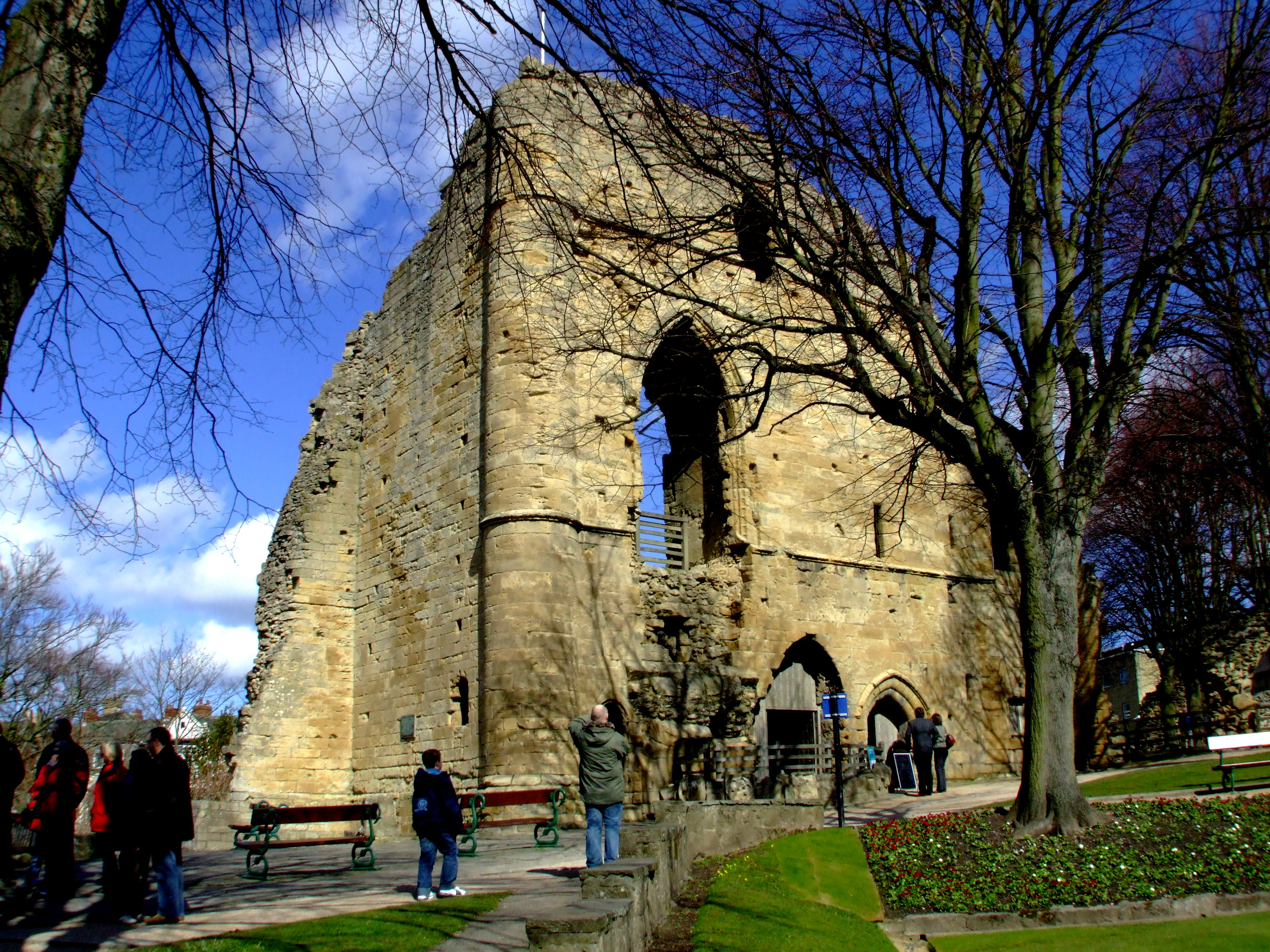
Ruine des Donjons von Knaresborough Castle

Knaresborough Castle ist eine Festungsruine über dem Fluss Nidd in der Stadt Knaresborough in der englischen Verwaltungseinheit North Yorkshire.

## Geschichte
Die Burg wurde um 1100 von einem normannischen Baron auf einem Felsvorsprung über dem Fluss Nidd errichtet. Arbeiten an der Burg, die Heinrich I. um 1130 ausführen ließ, sind urkundlich belegt. In den 1170er-Jahren fanden Hugh de Morville und seine Gefolgsleute dort Zuflucht, nachdem sie Thomas Becket ermordet hatten.
Im Jahre 1205 übernahm Johann Ohneland die Kontrolle über Knaresborough Castle. Er betrachtete die Burg als wichtige Festung im Norden und investierte £ 1290 in Verbesserungen der Befestigung. Zwischen 1307 und 1312 ließ König Eduard I. die Burg für £ 2174 neu errichten und sein Nachfolger ließ den Bau, einschließlich des großen Donjons, vollenden. John of Gaunt erwarb die Burg 1372 und fügte sie den umfangreichen Besitzungen des Herzogtums Lancaster hinzu.
1644 wurde Knaresborough Castle im englischen Bürgerkrieg von den Roundheads eingenommen und 1648 nicht in Kampfhandlungen, sondern nach einer Anweisung des englischen Parlaments zur Demontage aller Festungen der Royalisten weitgehend zerstört. Tatsächlich wurden viele Gebäude im Stadtzentrum aus Steinen der Burg erbaut.
Die Überreste der Burg sind öffentlich zugänglich; eine Besichtigung der Innenräume kostet Eintrittsgeld. Das Anwesen dient heute als öffentliches Erholungsgebiet mit Bowling Green und Putting Green, die im Sommer geöffnet sind. Auch treten dort im Sommer Musikkapellen auf. Häufig finden dort auch Veranstaltungen, z. B. die FEVA, statt. Das Anwesen gehört der britischen Krone als Teil ihrer Besitzungen im Herzogtum Lancaster, wird aber vom Harrogate Borough Council verwaltet.

## Beschreibung
Die Festung, die heute größtenteils eine Ruine ist, besteht aus zwei eingefriedeten Motten, die hintereinander angeordnet sind und einen äußeren Hof an der Stadtseite und einen inneren an der Flussseite besitzen. Die umschließende Mauer war auf ihrer gesamten Länge mit soliden Türmen versehen; ein Paar, das bis heute erhalten ist, bildete das Haupttor. An der Nahtstelle des inneren und des äußeren Hofes an der Nordseite der Festung stand ein hoher, fünfeckiger Donjon, dessen östliche Teile später abgerissen wurden. Der Donjon hatte einen Gewölbekeller, mindestens drei obere Stockwerke und diente der Herrschaft während der gesamten Existenz der Burg als Wohnung. Die Burghöfe enthielten Wohngebäude, von denen nur noch die Fundamente erhalten sind.
Das Obergeschoss des ‘’Courthouse’’ beherbergt ein Museum mit originalen Möbeln aus der Tudorzeit und Ausstellungen über die Burg und die Stadt.